# Веретеницеобразные
Веретеницеобразные (лат. Anguimorpha) — подотряд пресмыкающихся отряда чешуйчатых. Был назван Максом Карлом Фюpбрингером в 1900 году. Данная группа, наряду с игуанообразными и змеями, входит в кладу Toxicofera.

## Классификация
- Надсемейство Shinisauroidea — шинизаврообразные
- Надсемейство Varanoidea — варанообразные
  - Семейство Varanidae — варановые
  - Семейство Lanthanotidae — безухие вараны
- Семейство Anguidae — веретенициевые
- Семейство Anniellidae — безногие ящерицы
- Семейство Helodermatidae — ядозубы
- Семейство Xenosauridae — ксенозавры
- Семейство Diploglossidae

### Некоторые вымершие представители
- Dalinghosaurus longidigitus
- Семейство Mosasauridae — мозазавры